# Lakshmeshwar (Hireban) (Rural), Shirhatti
Lakshmeshwar (Hireban) (Rural) là một làng thuộc tehsil Shirhatti, huyện Gadag, bang Karnataka, Ấn Độ.